# Sävast
Sävast ist eine Ortschaft (Tätort) in der schwedischen Provinz Norrbottens län und der historischen Provinz Norrbotten. Sie gehört zur Gemeinde Boden.
Sävast liegt am Riksväg 97, etwa 7 Kilometer südöstlich der Stadt Boden und etwa 25 Kilometer nordwestlich von Luleå am überwiegend am linken Ufer des Flusses Lule älv. Die südöstlichen Ortsteile befinden sich auf der Flussinsel Sävastön.
2015 wies das Statistiska centralbyrån ein etwa separatam Hauptarm des Lule älv im mittleren Teil von Sävastön gelegenes Wohngebiet als eigenständigen Småort aus.

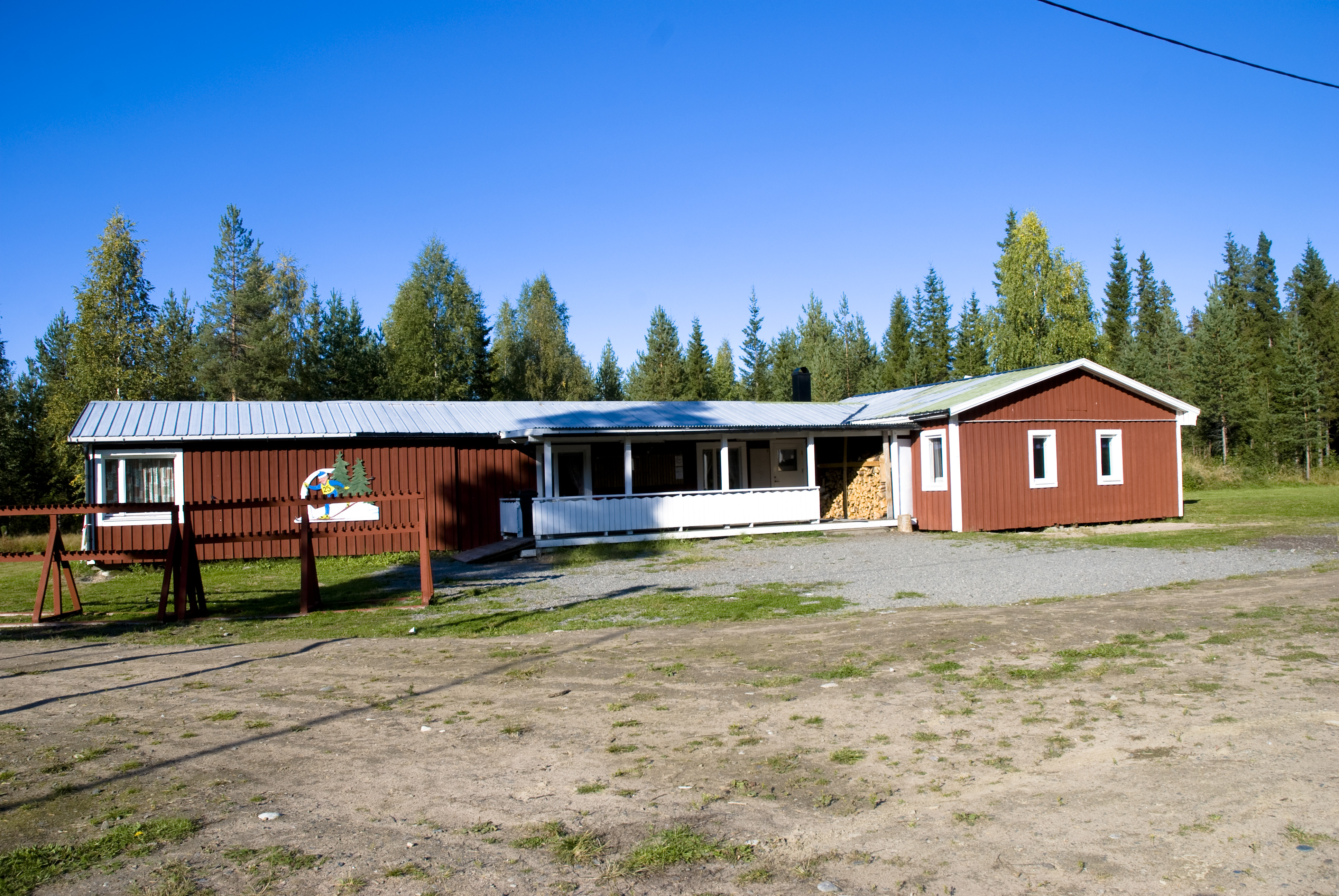
Clubhaus des ortsansässigen Skiclubs
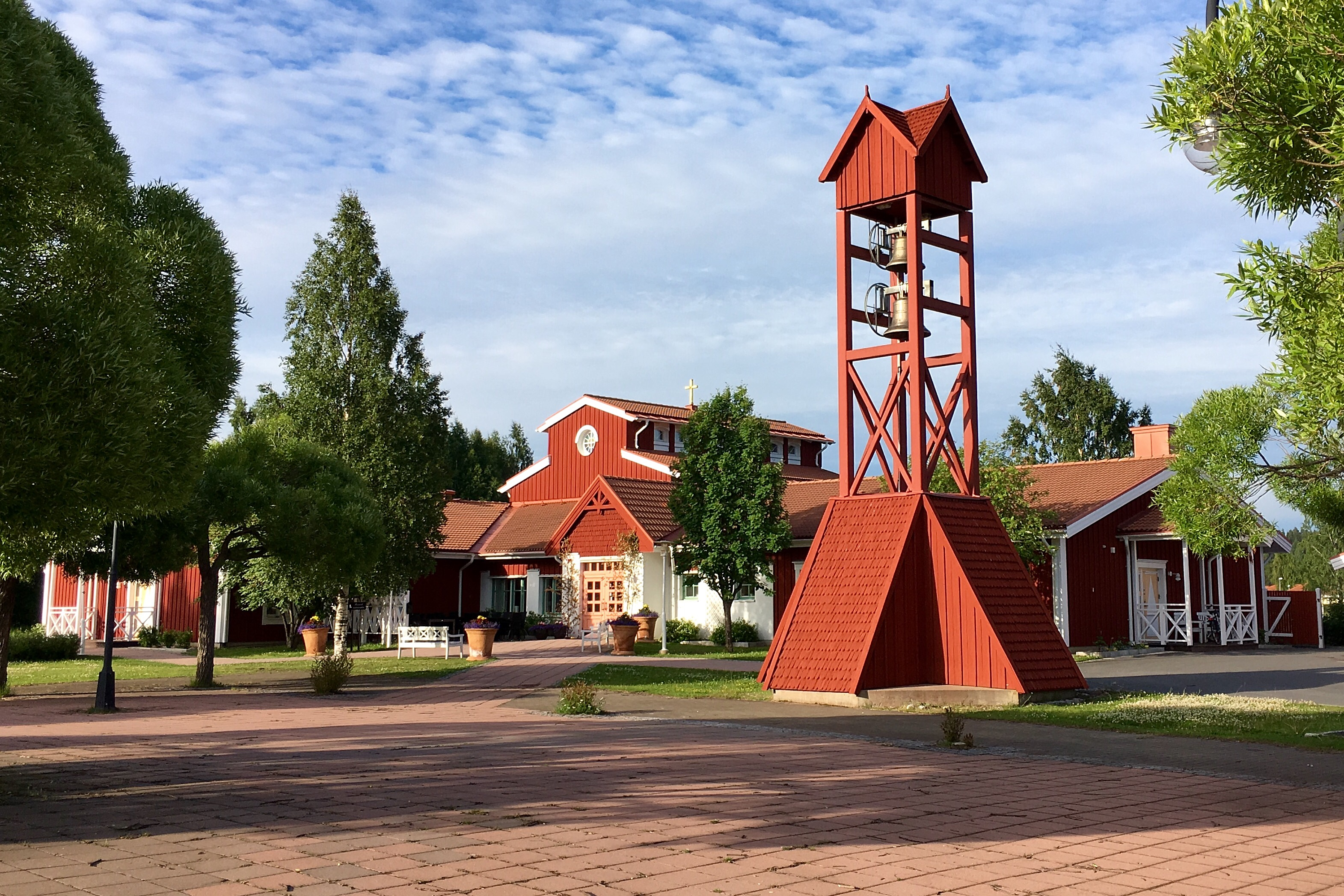
Mariakirche

## Persönlichkeiten
- John Berger (1909–2002), Skilangläufer, Bronzemedaillen-Gewinner bei Olympia